# ЦАР на летних Олимпийских играх 2004
Центральноафриканская Республика принимала участие в Летних Олимпийских играх 2004 года в Афинах (Греция) в седьмой раз за свою историю, но не завоевала ни одной медали.

## Состав олимпийской сборной Центральноафриканской Республики

### Дзюдо
Спортсменов — 1
Женщины
| Соревнование | Спортсмен   | 1/16                         | 1/8                   | Четвертьфиналы        | Полуфиналы            | Финал                 | Утешительный (1 раунд) | Утешительный (четвертьфинал) | Утешительный (полуфинал) | Утешительный финал за 3 место |
| Соревнование | Спортсмен   | Соперник Результат           | Соперник Результат    | Соперник Результат    | Соперник Результат    | Соперник Результат    | Соперник Результат     | Соперник Результат           | Соперник Результат       | Соперник Результат            |
| ------------ | ----------- | ---------------------------- | --------------------- | --------------------- | --------------------- | --------------------- | ---------------------- | ---------------------------- | ------------------------ | ----------------------------- |
| до 48 кг     | Бертиль Али | Сорая Хаддад (ALG) 0000-1110 | Завершила выступление | Завершила выступление | Завершила выступление | Завершила выступление |                        |                              |                          |                               |

### Лёгкая атлетика
Спортсменов — 2
Мужчины
| Спортсмен         | Дисциплина | Финал     | Финал |
| Спортсмен         | Дисциплина | Результат | Место |
| ----------------- | ---------- | --------- | ----- |
| Эрнест Нджиссипоу | марафон    | 2:21,23   | 44    |

Женщины
| Спортсмен            | Дисциплина | Четвертьфинал | Четвертьфинал | Полуфинал             | Полуфинал             | Финал                 | Финал                 |
| Спортсмен            | Дисциплина | Результат     | Место         | Результат             | Место                 | Результат             | Место                 |
| -------------------- | ---------- | ------------- | ------------- | --------------------- | --------------------- | --------------------- | --------------------- |
| Мария-Жоэль Конжунго | 100 м с/б  | 14,24         | 36            | Завершила выступление | Завершила выступление | Завершила выступление | Завершила выступление |

### Тхэквондо
Спортсменов — 1
| Соревнование | Спортсмен              | Турнир       | 1/8 финала                     | Четвертьфинал        | Полуфинал            | Финал                |
| Соревнование | Спортсмен              | Турнир       | Соперник Результат             | Соперник Результат   | Соперник Результат   | Соперник Результат   |
| ------------ | ---------------------- | ------------ | ------------------------------ | -------------------- | -------------------- | -------------------- |
| свыше 68 кг  | Бертранд Гбонгоу Лианг | За 1-е место | Тунджай Чалишкан (AUT) пор. KO | Завершил выступление | Завершил выступление | Завершил выступление |
| свыше 68 кг  | Бертранд Гбонгоу Лианг | За 3-е место |                                |                      |                      |                      |